# 伍賀一道
伍賀 一道（ごか かずみち、1947年 - ）は、日本の経済学者、金沢大学名誉教授。専門は社会政策論。 
岡山県生まれ。立命館大学大学院経済学研究科博士課程中退、1990年「現代資本主義と不安定就業問題」で立命館大学経済学博士。金沢大学経済学部講師、助教授、教授、2011年定年退任、名誉教授。

## 著書
- 『現代資本主義と不安定就業問題』御茶の水書房 1988
- 『雇用の弾力化と労働者派遣・職業紹介事業』大月書店 1999
- 『「非正規大国」日本の雇用と労働』新日本出版社 2014

### 共編
- 『規制緩和と労働者・労働法制』萬井隆令,脇田滋共編 旬報社 2001

### 翻訳
- イエスタ・エスピン＝アンデルセン,マリーノ・レジーニ編『労働市場の規制緩和を検証する 欧州8カ国の現状と課題』北明美,白井邦彦,沢田幹,川口章共訳 青木書店 2004